# Trenčínská smlouva

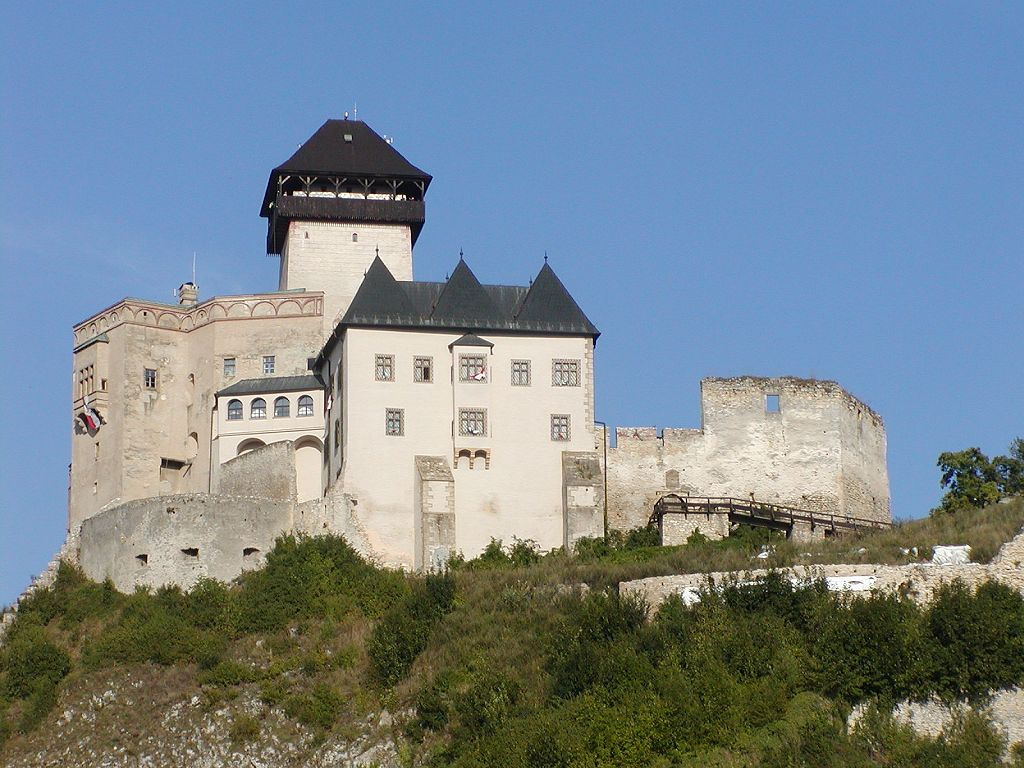
Trenčínský hrad, ve kterém byla Trenčínská smlouva uzavřena

Trenčínská smlouva (německy Vertrag von Trentschin, polsky Układ w Trenczynie), též známá jako Trenčínský mír, je smlouva, kterou se český král a titulární polský král Jan Lucemburský vzdal za odstupné nároků na polský trůn a polský král Kazimír III. Veliký se vzdal nároků na českým králem ovládané Slezsko. Smlouva byla uzavřena 24. srpna 1335 v tehdejším uherském městě Trenčíně, který je dnes slovenský.
Trenčínská smlouva byla stvrzena na jednání českého, polského a uherského krále v uherském Vyšehradě v listopadu 1335 tzv. Vyšehradskou smlouvou a polský král ratifikoval její podmínky v roce 1339.

## Rámec událostí

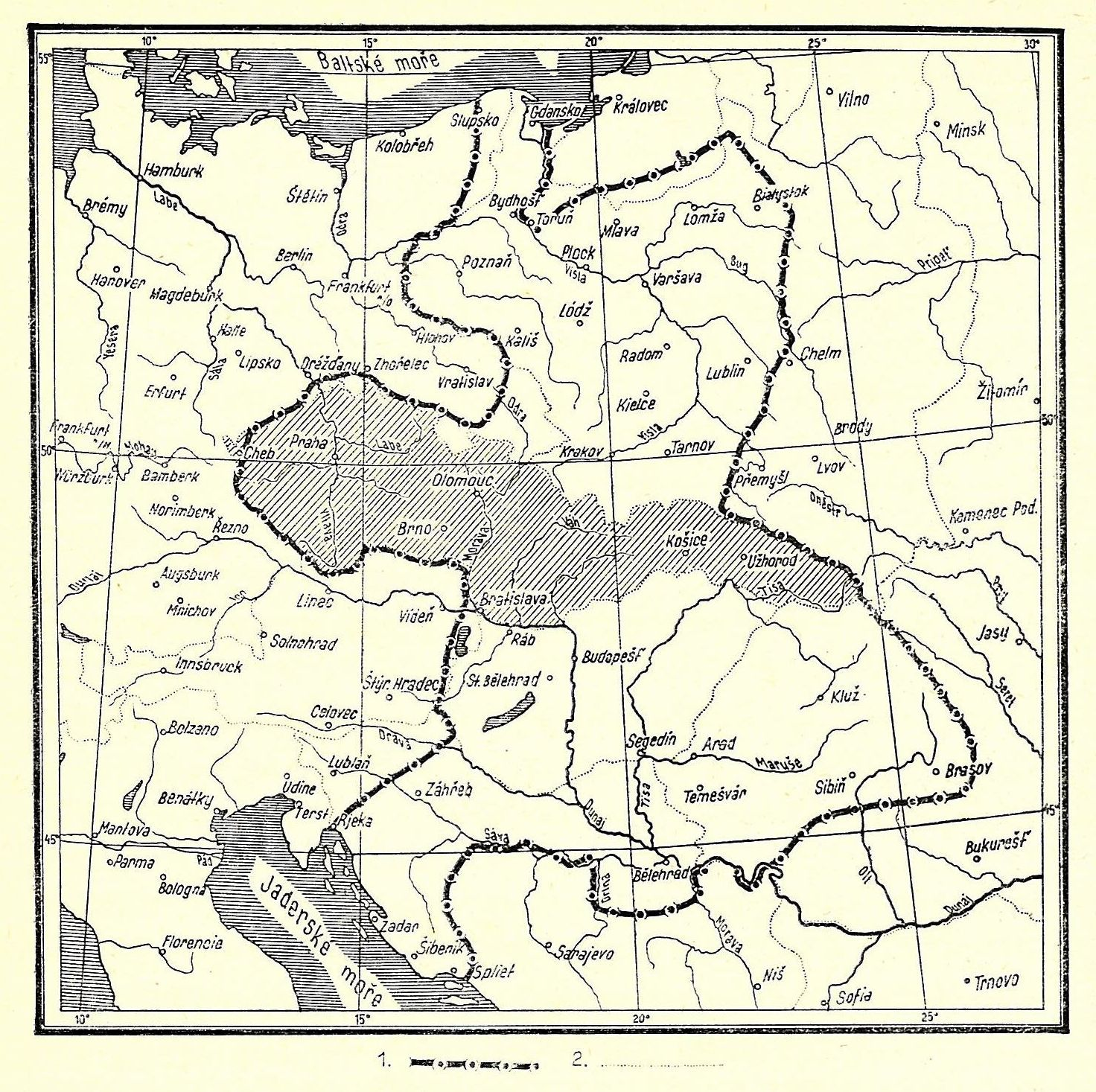
Rozsah moci českých králů na přelomu 13. a 14. století

Koncem 13. století se Slezsko vzdalovalo Polsku svými odlišnými kulturními a etnickými poměry. Poodří bylo citelně ekonomicky vyspělejší než Polsko, a více inklinovalo k mocensky silnému a poměrně prosperujícímu českému státu. Současně český král Václav II. využil nesvornosti piastovských knížat a rozehrál mocenskou hru o polskou korunu. Úsilí Václava II. bylo úspěšně završeno jeho korunovací polským králem. Polský trůn si podržel i jeho nástupce Václav III., který navíc, vedle koruny české a polské, získal též dočasně korunu uherskou.

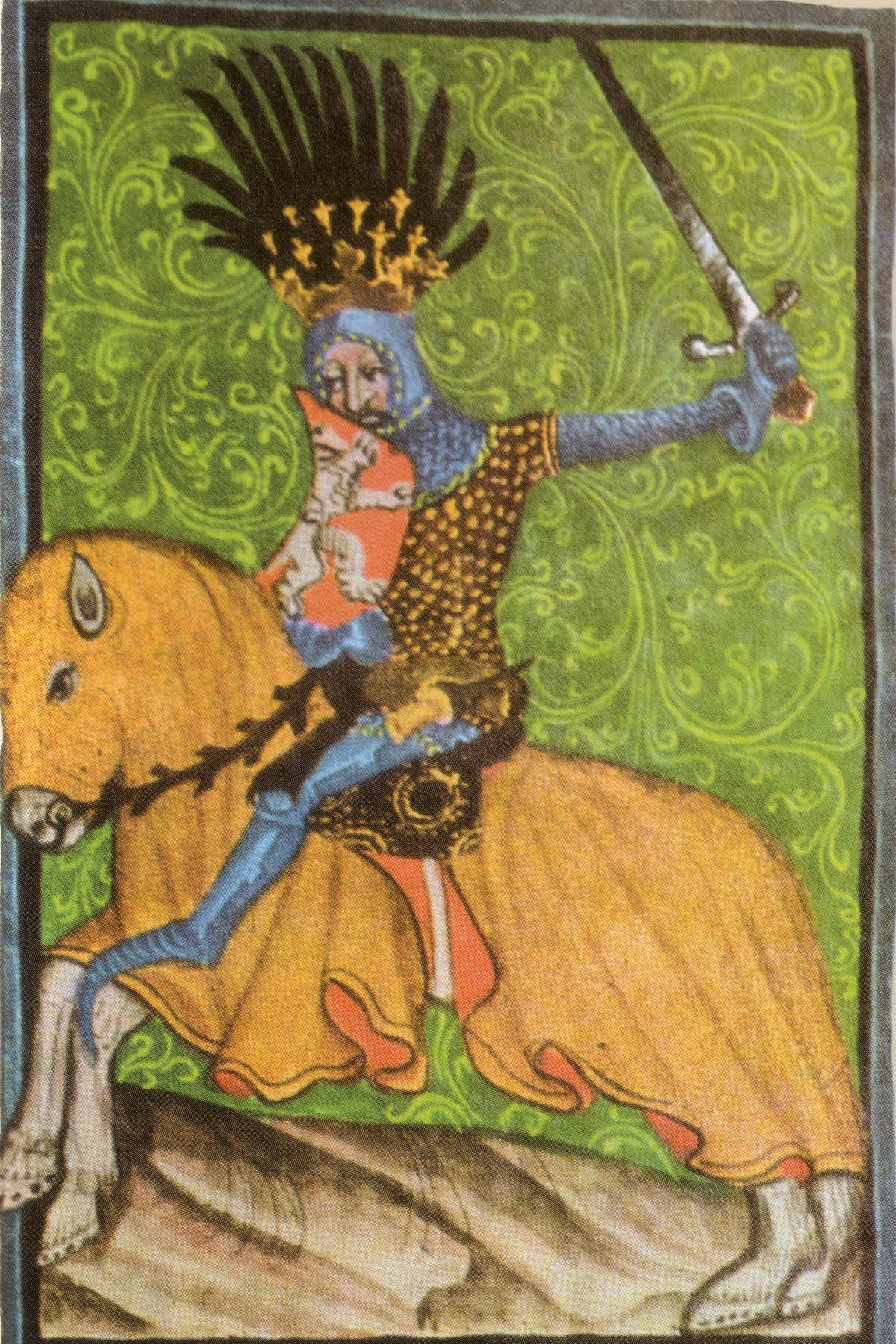
Jezdecké zobrazení českého krále Jana Lucemburského v Gelnhausenově kodexu

Po vymření Přemyslovců vraždou Václava III. v Olomouci došlo ke krátkému utlumení českých snah ve Slezsku a v Polsku. K obnovení došlo až nástupem Jana Lucemburského na český trůn. Jan Lucemburský se pokládal za dědice Přemyslovců a začal proto užívat i titulu polského krále.
V Polsku (kromě Velkopolska) si však mezitím upevnil svou vládu Vladislav Lokýtek, který potlačil opozici a roku 1320 byl v Krakově korunován polským králem Slezská piastovská knížata však dávala najevo svou specifickou suverenitu a nezávislost na polských vládnoucích kruzích v Krakově a spolu s městem Vratislaví se cítila být neustále obchodně poškozována krakovskou konkurencí. Česká strana tak byla pro slezské mocenské elity přitažlivější a Jan Lucemburský viděl šanci pro svou další expanzivní politiku.
Prvním krokem k uskutečnění lucemburských nároků na Slezsko a Polsko bylo upevnění pozice Jana Lucemburského v německém prostředí ziskem hodnosti říšského vikáře. Vladislav Lokýtek zaútočil koncem roku 1326 na Braniborsko s úmyslem získat Lubušsko a strategicky důležitý Frankfurt nad Odrou, jehož držitel mohl kontrolovat dálkovou obchodní trasu z Podunají na severní pobřeží Evropy. Pro tuto výpravu se spojil s litevským knížetem, pohanem Gediminasem, čímž vyvolal odpor Řádu německých rytířů. Výprava též vzbudila odpor města Vratislavi, které se obávalo obchodní izolace a toho, že se dostane do područí konkurenčního Krakova.

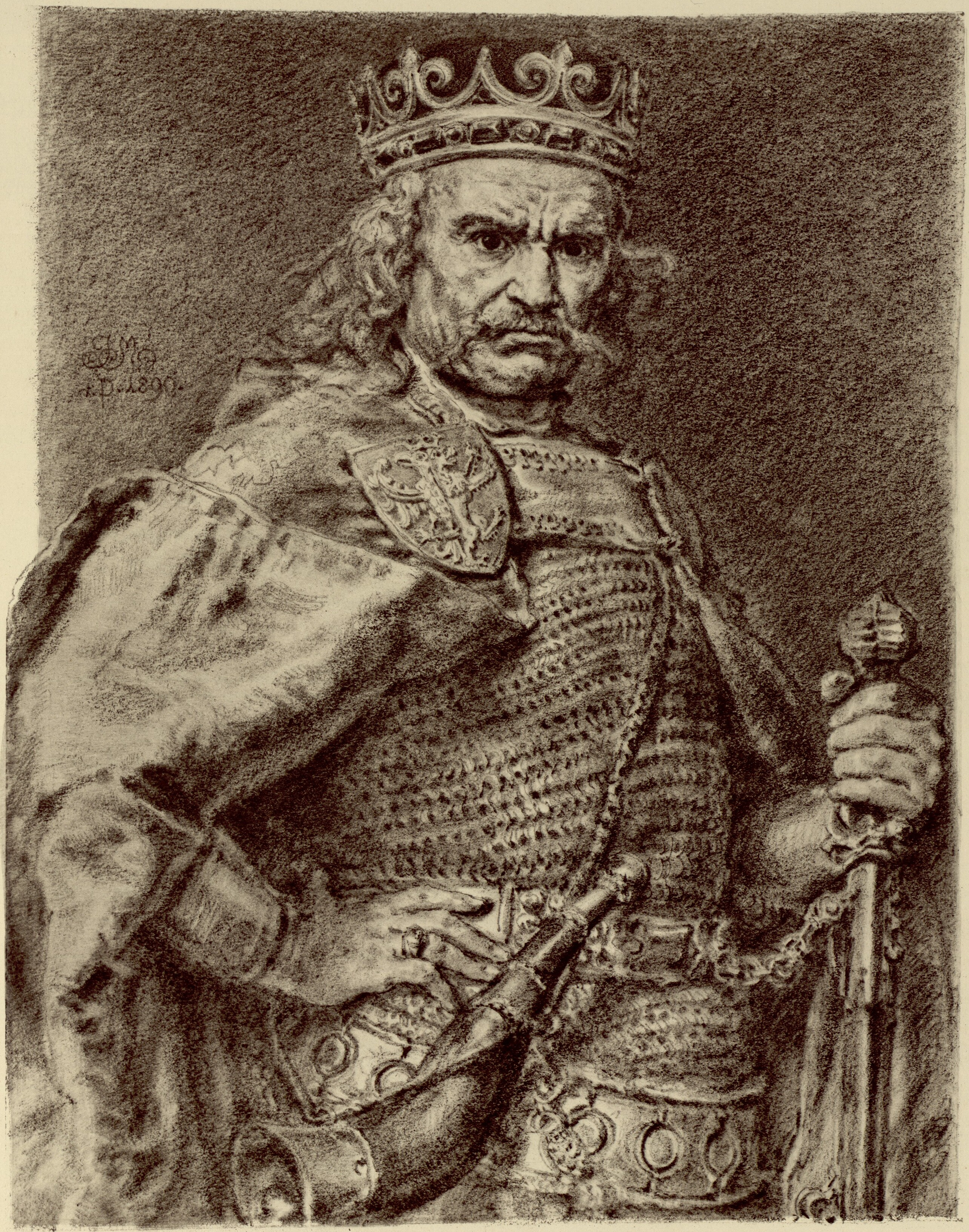
Romantické zobrazení Vladislava Lokýtka od Jana Matejka

Jan Lucemburský využil šance a na neúspěšnou výpravu Vladislava Lokýtka odpověděl v roli říšského vikáře (zastupujícího římského krále Ludvíka Bavora) odvetným vojenským tažením do Malopolska. Česká odvetná výprava obsadila některé pohraniční hrady, Krakov však nedobyla. Překvapená polská strana požádala o pomoc uherského krále Karla I. Roberta z Anjou, za jehož zprostředkování došlo k ukončení bojů, stažení českého vojska a uzavření míru při setkání českého a uherského krále v Trnavě. Během stahování českých oddílů z Krakovska některá hornoslezská knížata pod tlakem okolností a za zřejmé vojenské převahy českého krále uznala jeho lenní svrchovanost a postupně se vzdávala i své samostatnosti.
Dále následovala návštěva vratislavského knížete Jindřicha VI. Dobrého v Praze, následovaná honosnou mírovou cestou českého krále do Dolního Slezska v roce 1327. Ve Vratislavi se vratislavský kníže Jindřich VI. Dobrý a opolský kníže Boleslav II. prohlásili za leníky českého krále a svá knížectví mu předali jako dědičné léno.
Vladislav Lokýtek se však nehodlal Slezska jen tak vzdát. Ke střetu s Janem Lucemburským došlo v souvislosti s křížovou výpravou na Litvu v letech 1328 až 1329. Lokýtek vpadl jako spojenec litevského velkoknížete do Chelmska a Jan Lucemburský jako spojenec Řádu německých rytířů vojensky operoval proti polským silám v Mazovsku a Dobřínsku. Během návratu z křížové výpravy navštívil český král opět Vratislav, kde udělil lehnicko-břežskému knížeti Boleslavu III. Marnotratnému jeho území v léno. Tlaku Jana Lucemburského se dále podřídili Jan Stínavský, Jindřich IV. Zaháňský a Konrád I. Olešnický. České úspěchy však vyvolaly obavy u Habsburků a Wittelsbachů, kteří se spojili s Polskem a Uhrami v širší koalici proti Janu Lucemburskému. Český král však po obratných diplomatických jednáních s císařem ve své expanzivní politice vůči Polsku pokračoval. V roce 1331 využil český král úmrtí bezdětného knížete Přemysla Hlohovského a obsadil hlohovský hrad i s městem, které se po dosazení Hynka z Dubé jako královského zástupce stalo prvním dolnoslezským územím pod bezprostřední mocí českého krále.
České síly postupně vyklízely Velkopolsko, ve Slezsku však již měly převahu a lucemburský vliv z Polska ustupoval a v Poodří se výrazně stabilizoval.

## Uzavření smlouvy

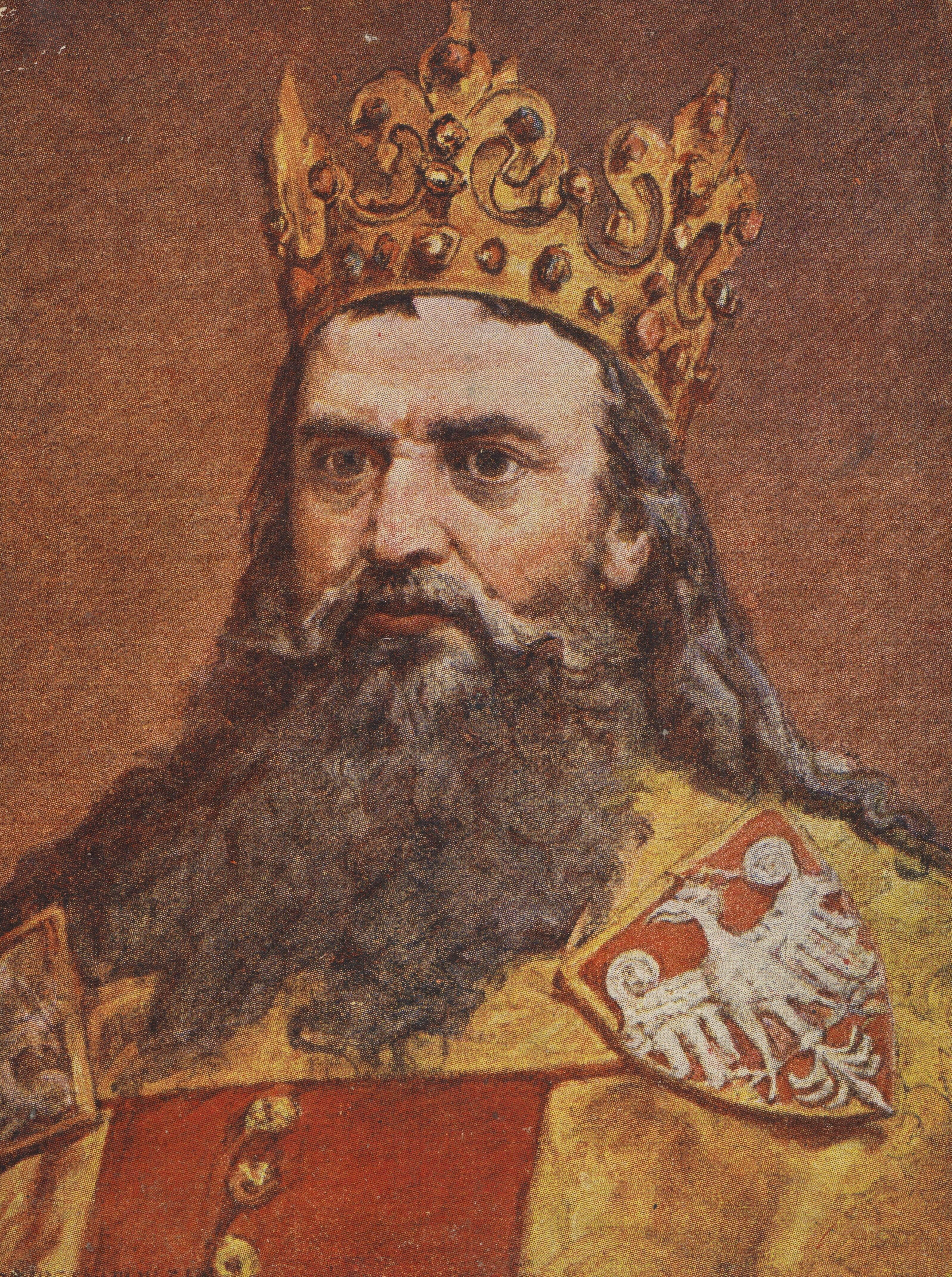
Romantické zobrazení Kazimíra III. Velikého od Jana Matejka

Po smrti Vladislava Lokýtka česko-polský spor pokračoval. V Polsku na uvolněný trůn nastoupil Kazimír III. Veliký, v českých zemích se vedle Jana Lucemburského dostává do popředí jeho syn a následník Karel, který v té době působil v roli moravského markraběte.
Řešení česko-polského sporu napomohl konflikt mezi Lucemburky a císařem Ludvíkem Bavorem o dědictví po Jindřichu Korutanském. Císař se pokusil proti Lucemburkům vytvořit širokou koalici Habsburků a Kazimíra III. Velikého. Tomuto nebezpečí Lucemburkové čelili pokusem o dohodu s polským panovníkem. Karlovi se podařilo v Pobaltí prodloužit příměří mezi Polskem a Řádem německých rytířů. Tím si naklonil polského panovníka. Následně využil nabídky uherského krále Karla I. Roberta z Anjou, který chtěl česko-polský spor uklidnit svoláním mírové schůzky v Trenčíně.

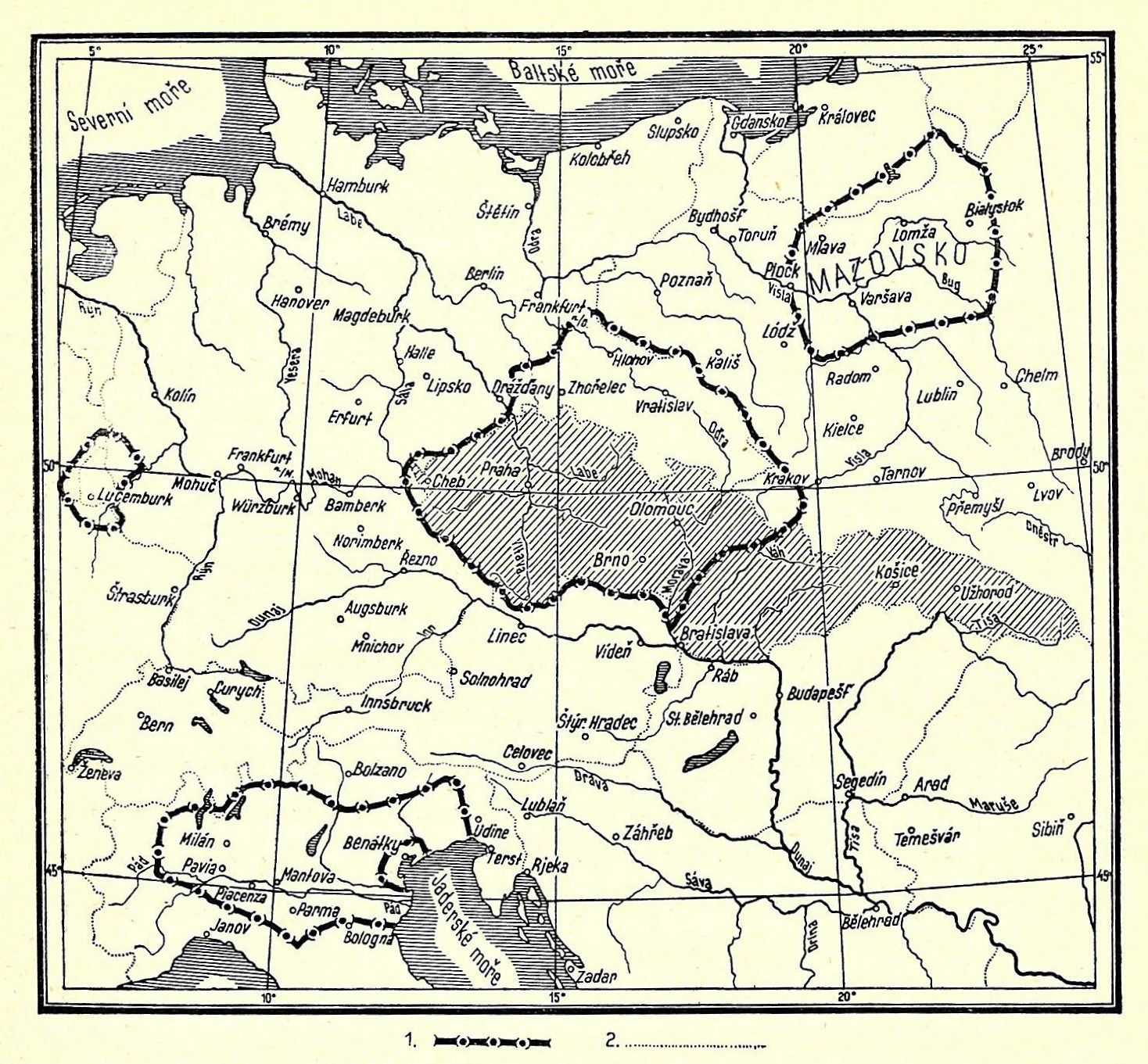
Území ovládaná českým králem Janem Lucemburským

Do Trenčína se vypravili zástupci polského krále, dvůr Karla I. Roberta z Anjou a osobně Jan Lucemburský se synem Karlem. Výsledkem jednání bylo uzavření míru, potvrzené listinou z 24. srpna 1335. Jan Lucemburský se definitivně vzdal titulu polského krále za odstupné 20 000 kop pražských grošů. Listina dále přesně specifikovala vrchní lenní moc českých králů nad Slezskem a Opolskem. Svrchovanost českého krále byla uznána pro Vratislavsko, Hlohovsko a dalších jedenáct slezských lén, včetně mazovského knížectví Václava Plockého, naopak se úmluva netýkala knížectví svídnického, javorského a minsterberského. Nepřítomný Kazimír III. Veliký smlouvu nicméně neratifikoval.

## Vyšehradská jednánía ratifikace smluv
V důsledku uzavření Trenčínské smlouvy došlo k usmíření Jana Lucemburského s Kazimírem III. Velikým a na setkání v uherském Vyšehradu v listopadu 1335 (za osobní účasti českého, polského i uherského krále) i k vytvoření vojenského spojenectví tří středoevropských panovníků a jejich spojenců proti Habsburkům. Výsledkem jednání na Vyšehradě byla řada smluv a záruk, včetně závazku Kazimíra III. Velikého zaplatit smluvenou částku za vzdání se nároku na polskou korunu ze strany Jana Lucemburského, vymezení hranic Polska s nově získanými územími českého krále a mírové smlouvy, navazující na Trenčínskou smlouvu. I v tomto případě však Kazimír III. Veliký s ratifikací otálel a přistoupil k ní a k ratifikaci Trenčínské smlouvy až v roce 1339. Trenčínská smlouva byla ratifikována 9. března 1339.